# Xanthorhoe poseata
Xanthorhoe poseata är en fjärilsart som beskrevs av Charles Andreas Geyer och Jacob Hübner 1837. Xanthorhoe poseata ingår i släktet Xanthorhoe och familjen mätare. Inga underarter finns listade i Catalogue of Life.